# Воскресенская церковь (Форос)
Храм Воскресения Христова — православный храм Симферопольской и Крымской епархии Русской православной церкви над поселком Форос, построенный в 1892 году на обрывистом утёсе — Красной скале. Высота строения над уровнем моря составляет 412 метров. Памятник русской архитектуры конца XIX века.

## История

### Строительство
На карте 1842 года деревня Форос, входившая в Байдарскую волость Ялтинского уезда, была обозначена условным знаком «малая деревня», то есть, менее 5 дворов.
В 1820-е годы, по инициативе генерал-губернатора Новороссийского края графа Михаила Семеновича Воронцова, началось строительство дороги из административного центра Симферополя на южный берег. В 1826 году военными строителями была построена дорога от Симферополя до Алушты, в 1837 году она была продолжена до Ялты, а в 1848 году — до Севастополя. В честь завершения строительства дороги на границе южного берега и северного склона гор был сооружён портал — ворота, названные Байдарскими по названию долины с одноимённым селом.

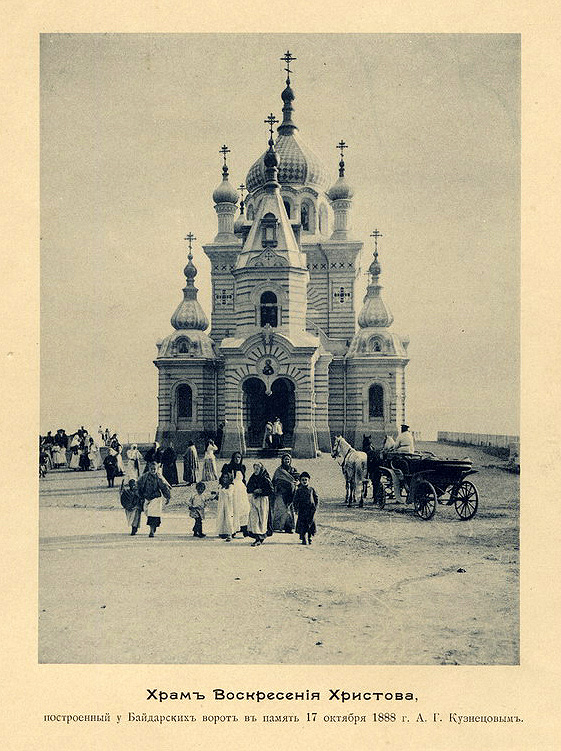
Храм Воскресения Христова. Примерно конец XIX века.

В начале 1850-х годов началось освоение земель Фороса. Земли царских чиновников вблизи Фороса стали быстро раскупать и застраивать.
В 1887 году земли близ селения Форос, составлявшие имение «Форос» (256 га), приобрёл с торгов московский купец первой гильдии Александр Григорьевич Кузнецов, владелец крупнейшей в Российской империи чаеторговой фирмы — Торгово-промышленного товарищества «Алексея Губкина преемник А. Кузнецов и Ко».. Сделать Южный берег Крыма местом своего постоянного летнего пребывания он решил по рекомендациям врачей. Кузнецов начал строительство новой усадьбы, выстроил особняк, разбил парк, заложил виноградники.
В начале 1890-х по просьбе православных жителей близлежащих селений Александр Кузнецов заказал проект храма известному архитектору, академику архитектуры Николаю Михайловичу Чагину.
Храм посвящался чудесным событиям, произошедшим 17 октября 1888 года на станции Борки Курско-Харьковской железной дороги: там, во время крушения поезда, шедшего из Крыма в Петербург, спасся государь-император Александр III и его семья. Поезд сошёл с рельсов, но император с семъёй остались живы. Потрясённый известием об этом происшествии, крупнейший российский торговец чаем  Александр Кузнецов испросил высочайшей милости построить в честь спасения императора храм в Форосе.
Стоимость храма согласно оценочной ведомости 1898 году составила 50 тыс. золотых рублей. По воле владельца имения Форос Александра Кузнецова, было передано в собственность церкви два участка земли 2,5 десятины, на которых построили два дома — для настоятеля и для причта. На содержание храма Кузнецовым был внесён в хозяйственное управление Святейшего Синода капитал в 50 000 рублей.

### Освящение, жизнь прихода

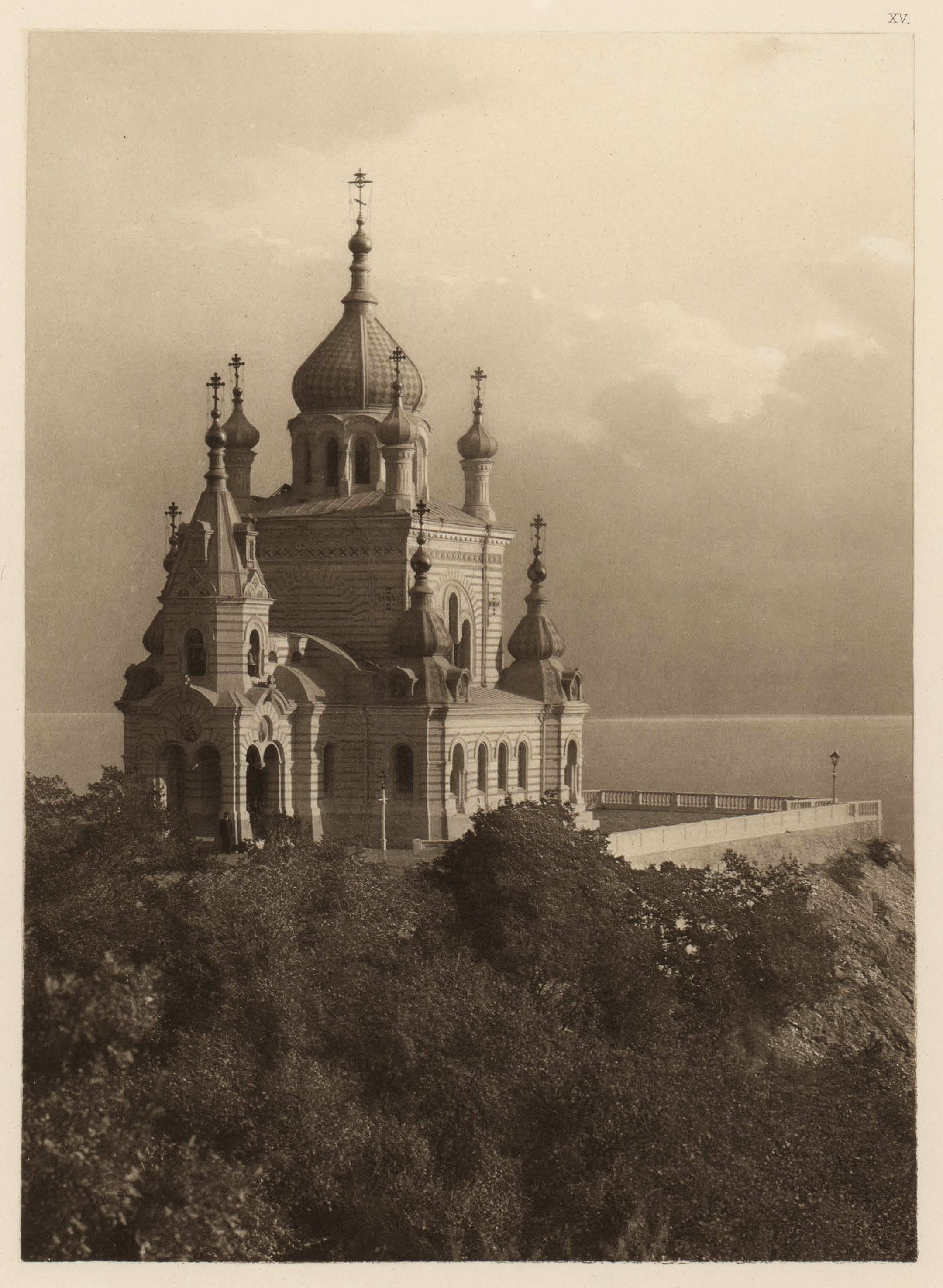
Церковь Фороса у Байдарских ворот. Фото графа Ностица 1893-1896 гг.

Храм был освящён 4 октября 1892 года епископом Таврическим и Симферопольским Мартинианом (Муратовским) в присутствии обер-прокурора Святейшего синода Константина Победоносцева. Первым (и единственным до 1917 года) настоятелем Форосского храма стал молодой священник Павел Ундольский. Он был рукоположён во священники архиепископом Владимирским Феогностом (Лебедевым) в 1884 году.
Частым гостем и другом отца Павла был писатель Антон Чехов. Сохранилась личная переписка, есть архивное свидетельство, что Чехов участвовал в строительстве церковно-приходской школы в Мухалатке (Олива). При храме действовала школа грамоты.
17 октября 1898 года, в десятую годовщину чудесного избавления царя Александра III от напрасной смерти, храм посетил император Николай II с супругой Александрой Фёдоровной и маленькими Великими княжнами.
После революции 1917 года и гражданской войны в России в Форосской церкви, находящейся далеко от больших городов, ещё несколько лет проходили службы. 8 ноября 1920 года был создан Крымский ревком, в Крыму начался «красный террор». 8 января 1921 года Крымский ревком объявил об установлении в Крыму советской власти. В 1924 году храм был закрыт. Иерей Павел Ундольский прожил ещё три года; он был тяжело болен чахоткой и умер в 1927 году. Его похоронили тайно на греческом кладбище недалеко от храма, но потом его могила затерялась.

### Годы Советской власти
В 1927 году по решению комиссии по изъятию церковных ценностей была экспроприирована драгоценная церковная утварь: золочённые ризы с икон, сосуды для богослужения, оклады с Евангелия, золочённые подсвечники, дарохранительница, паникадило. Позолочённые кресты на куполе и на башенках церкви были сброшены, колокола пошли на переплавку. Всё это, как и иконы, пропало бесследно.
В 1934 году храм вместе с домами был куплен санаторием «Форос» у ялтинского РайЗО за 18 тысяч рублей.
В годы Великой Отечественной войны храм служил убежищем для отряда пограничников форосской погранзаставы под командованием Александра Степановича Терлецкого, отражавших натиск фашистов. Вместе с людьми под обстрелом находился и храм. Его наружные стены были посечены пулями и осколками снарядов. Во время войны люди приходили в храм и, взирая на оставшиеся иконы, молили Бога о даровании нашему Отечеству победы. После войны в храме на стене осталась страшная для гитлеровцев надпись: «Партизаны, бейте фашистов!» В период оккупации немцами были вырваны и увезены красивые стенные панели и подоконники из каррарского мрамора, а сам храм использовался под конюшню. Тогда от копыт лошадей пострадал мозаичный пол.

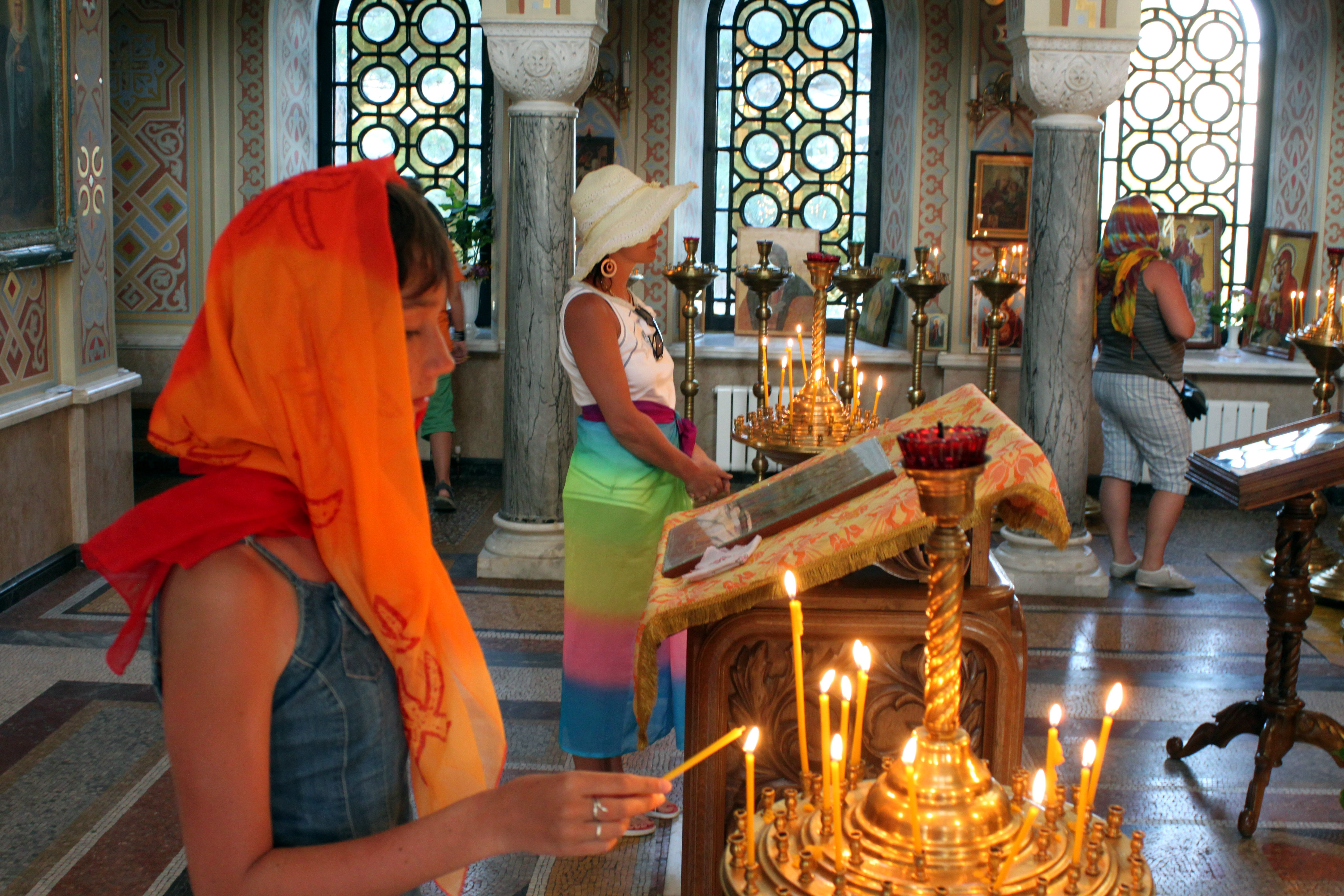

После войны в храме снова открылся ресторан.
Ещё один удар по храму был нанесён в 1960-е годы. Роковым стал визит сюда Никиты Хрущёва, сопровождавшего в поездке по Крыму шаха Ирана. В ресторане были накрыты столы, и Никита Сергеевич пригласил высокого гостя пообедать, но произошло то, что никак не ожидал Хрущёв. Шах Ирана, посмотрев на храм, категорически отказался от обеда, так как для него это было кощунством. Мероприятие было сорвано. Разочарованный Хрущёв распорядился снести ресторан. Приказ был выполнен. По чистой случайности вместе с рестораном не снесли храм.
С открытием нижней дороги резко уменьшилось число проезжающих у храма туристов. Храм до 1969 года использовали под склад, пока там не произошёл пожар. В пламени погибли оставшиеся на стенах иконы, фрески, отстала штукатурка.
В 1980 году было принято решение облисполкома и ялтинского горисполкома о передаче храма и земли для строительства там пансионата КБ днепропетровского завода «Южмаш». Жители посёлка Форос, возмущённые решением властей, добились отмены этого решения. Здание храма взяли на учёт как памятник архитектуры XIX века.
В 1981 году Киевским управлением реставрации и живописи («Укрреставрация») впервые было проведено комплексное обследование состояния кровли, живописи, остатков внутреннего убранства. На тот момент храм стоял без окон, без дверей, без куполов.
Местные жители рассказывали, что во времена правления Михаила Горбачёва, когда под Форосом строилась госдача, было намерение вообще взорвать храм, для того чтобы он то ли не отвлекал, то ли, напротив, не привлекал внимания.
С 1987 года бригада специалистов Севастопольского участка «Укрреставрации» под руководством Евгения Ивановича Бартана начала выполнять реставрационные работы. После выполнения первой очереди реставрационных работ храм вернули верующим. Возобновили реставрацию в начале 1990-х годов: богослужения проводили одновременно с восстановительными работами.

### Передача РПЦ, восстановление

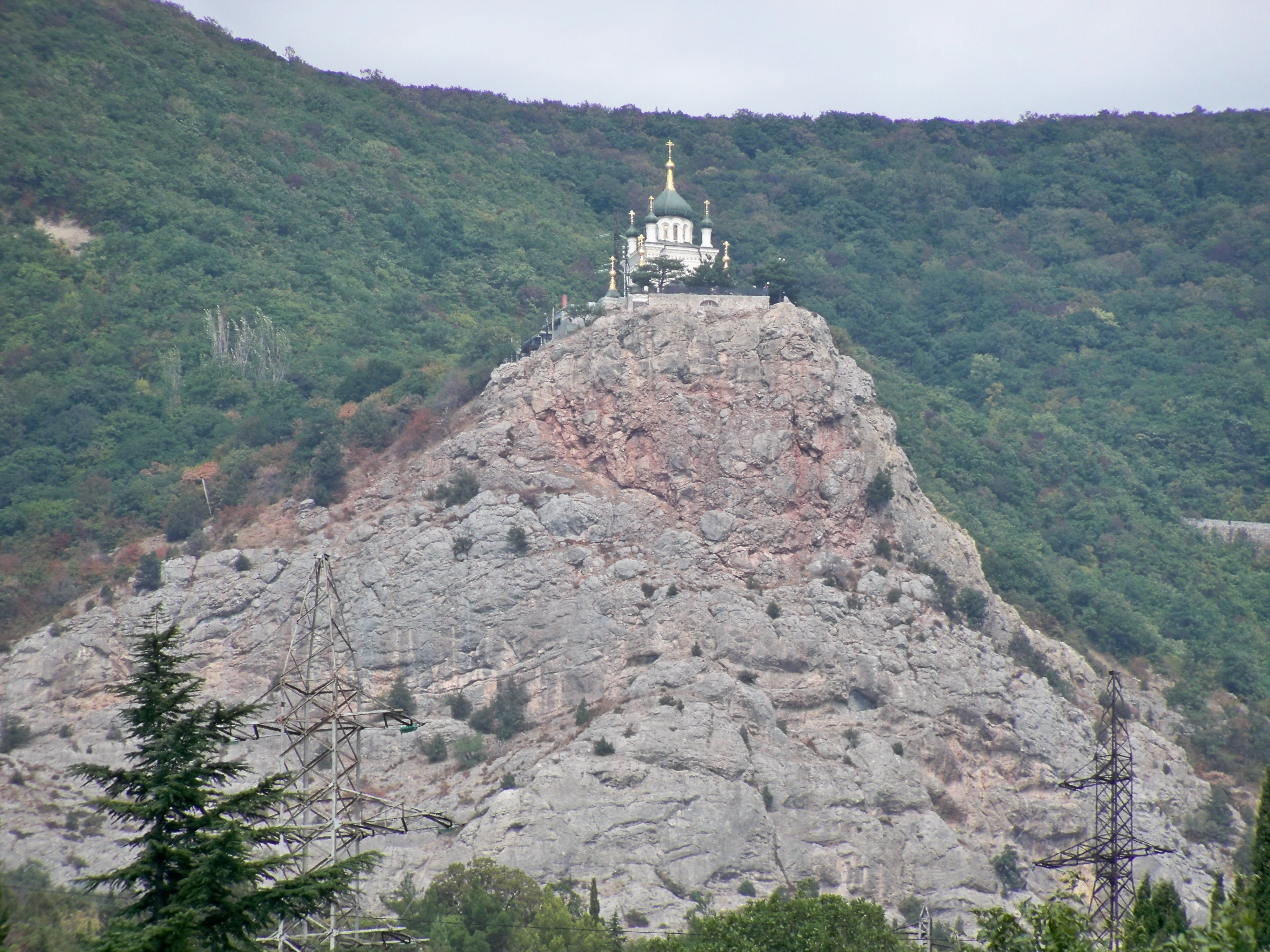
Вид на храм из Фороса.

В 1990 году храм Воскресения решением Ялтинского горисполкома, по просьбе верующих, был передан Русской Православной Церкви Московского Патриархата.
Ещё одним толчком к восстановлению храма послужил визит Раисы Максимовны Горбачёвой в период строительства летней резиденции президента СССР. Супруга президента сразу же предложила восстановить храм и дала соответствующие указания.
Существует легенда, похожая на правду. Когда на мысе Сарыч, что рядом с Форосом, строили дачу для первого Президента СССР Михаила Горбачева, он приехал в Крым, чтобы ознакомиться с близлежащей местностью, и, конечно, залюбовался Воскресенским храмом. Вместе со строительством дачи для президента приступили к реставрационными работами в храме Воскресения Христова. К следующему приезду Михаила Сергеевича шпили и кресты куполов блестели золотом.
В 1990 году настоятелем храма Воскресения Христова стал молодой 24-летний иеромонах отец Пётр (Посаднев). С его приходом начались возрождения и активная реставрация храма. К столетию храма Воскресения Христова стараниями бригады реставраторов поставлены новые медные купола с золочеными крестами. Пархитько И. В. заказал и оплатил прекрасные церковные колокола. Черноморский флот подарил колокол 1862 года весом 200 пудов с маяка Сарыч, ставший гордостью звонницы. Был расписан алтарь, купол, паруса храма, засияли в окнах цветные витражи.
Праздничное богослужение в честь столетия Воскресенского храма пгт. Форос 4 октября 1992 года возглавил Архиепископ Симферопольский и Крымский Лазарь (Швец) в сослужении епархии, при стечении большого числа людей.
Мечта отца Петра — создать мужской монастырь, настоящий крымский Афон у Байдарских ворот. 20 августа 1997 года священник был жестоко убит, как показало следствие, двумя местными жителями с целью ограбления. В 1999 году им был вынесен обвинительный приговор. В украинских СМИ, однако, была озвучена версия о том, что убийство носило заказной характер.
22 апреля 2004 года во время посещения Воскресенского храма президент Украины Леонид Кучма дал поручение относительно его восстановления на уровне лучших храмов Украины.
С 1 июня по 28 июля 2004 года здесь велись ремонтно-реставрационные работы. В частности, был обновлён внешний вид фасадов, отремонтирован мозаичный пол, полностью заменены витражи, система отопления и электрообеспечения, проведены работы по внутренней росписи и позолоте интерьеров храма, выполнена реставрация и восстановлено каменное ограждение вокруг территории храма.
4 августа 2004 года храм Воскресения Христова был открыт, в церемонии его открытия принимал участие бывший президент Украины Леонид Кучма. Он также принял участие в первом богослужении в новом храме, которое провёл митрополит Симферопольский и Крымский Лазарь.
Бывший глава государства подарил Форосской церкви икону Божьей Матери, отметив при этом, что это подарок «в честь возвращения храму первозданного вида».
В настоящий момент церковь является действующей и открыта для посещения. У входа в церковь висит мраморная табличка, сообщающая туристам, что деньги на восстановление храма пожертвовал Леонид Кучма.

## Архитектурные особенности
Церковь построена в 1892 году в византийском стиле крестово-купольного храма. В IV веке Крест стал христианской эмблемой, а форма креста была заложена в основу культовых зданий. Храмы строили в плане прямоугольного очертания, в которое вписан крест. Над средокрестием сооружался купол.
Византийские зодчие пользовались приёмом, когда купол опирался не на наружные стены, а на расположенное внутри здания кольцо колонн и столбов, над которым ставился барабан. Подкупольное пространство расширялось за счёт добавления обхода за этим кольцом. Купол прорезался окнами по периметру его основания и был залит дневным светом. Купольная глава, увенчивающая храм, придавала ему пирамидальную и высотную композицию, являлась основой яркой выразительности облика строительного сооружения.

Богослужение проводилось в центре здания, под куполом, символизирующим небесный свод. Алтарь располагался в восточной апсиде, как на сцене, вход с западной стороны.

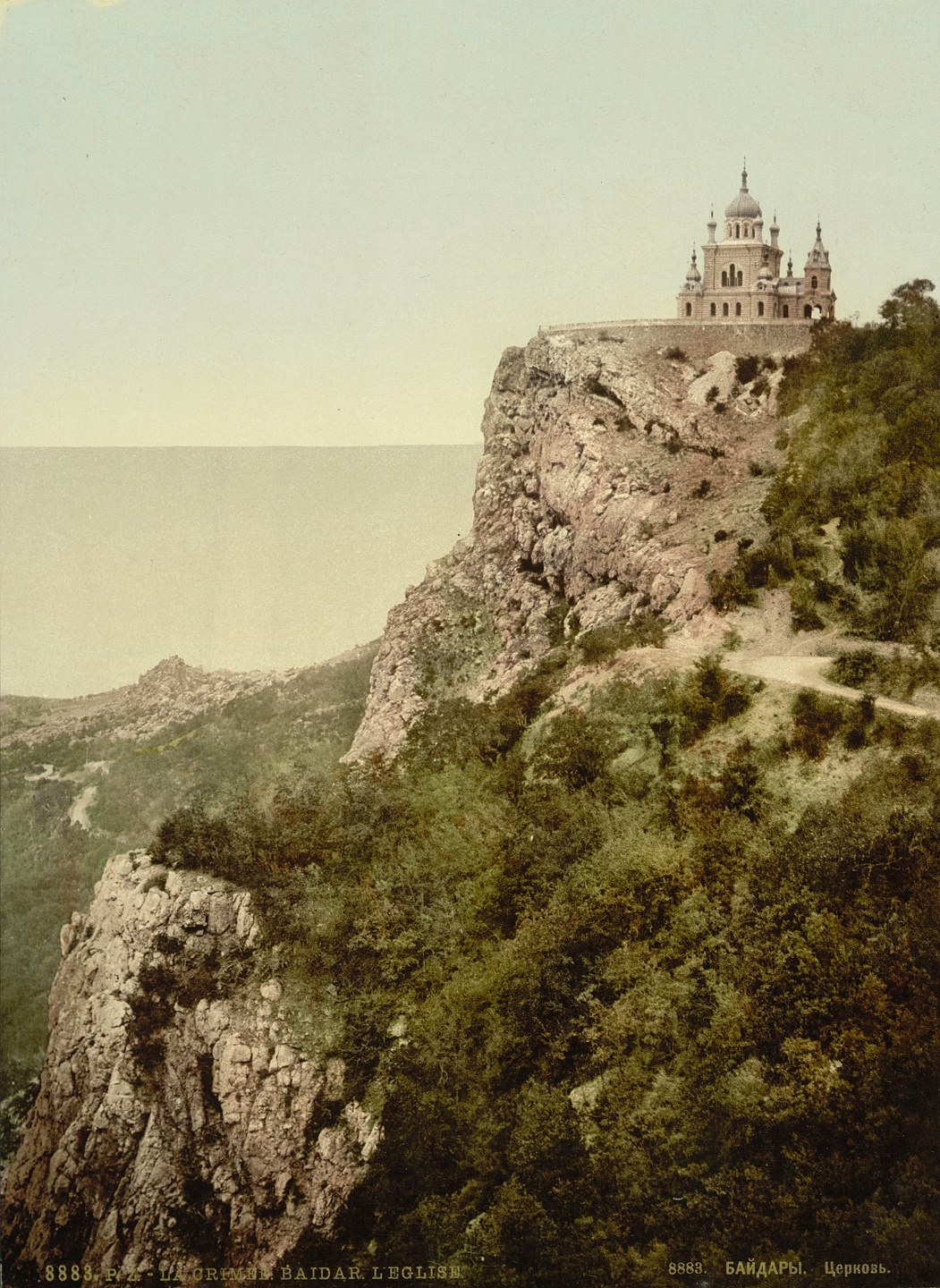
Церковь Воскресения Христова, 1896 год
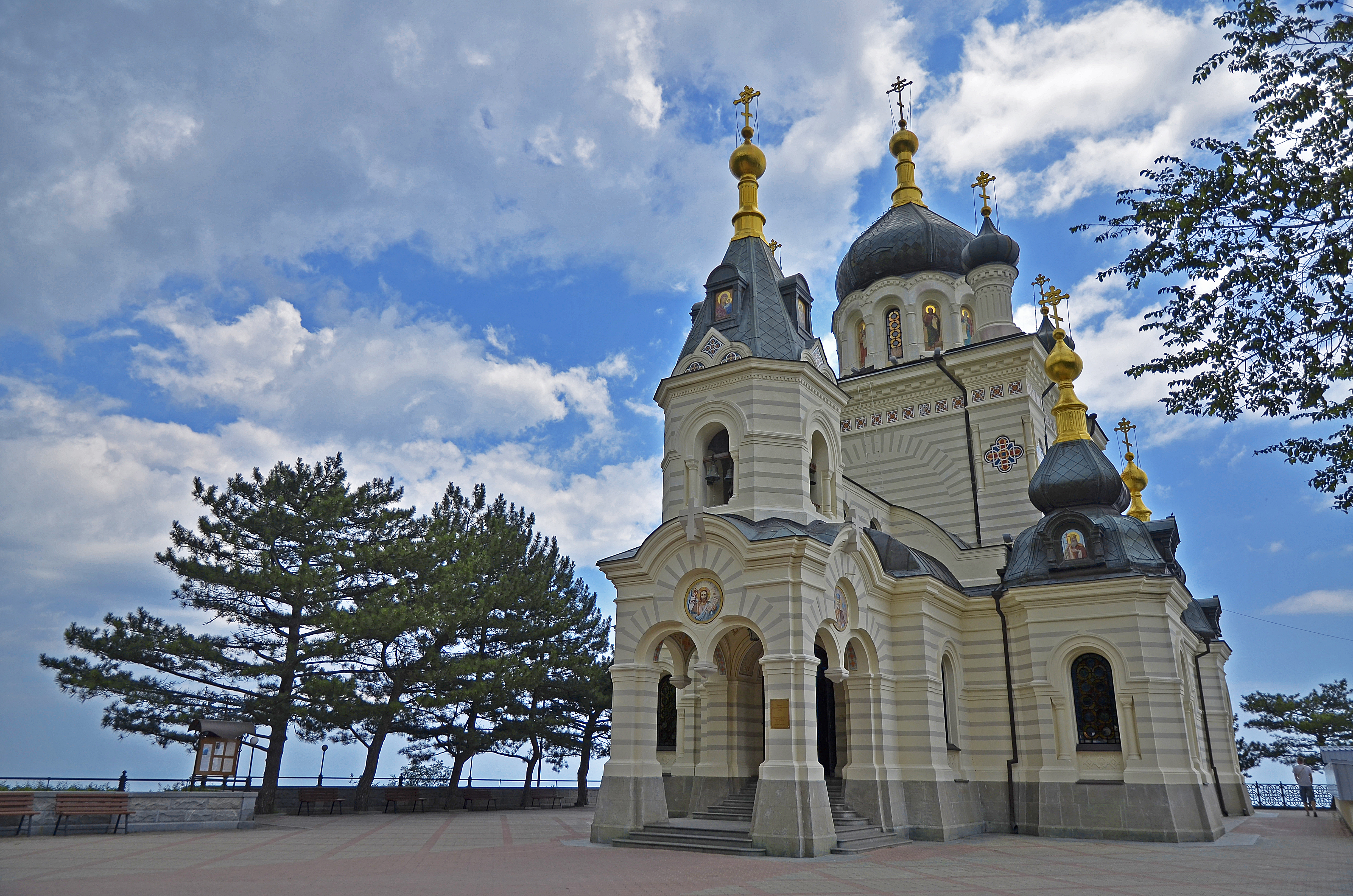
Северный фасад
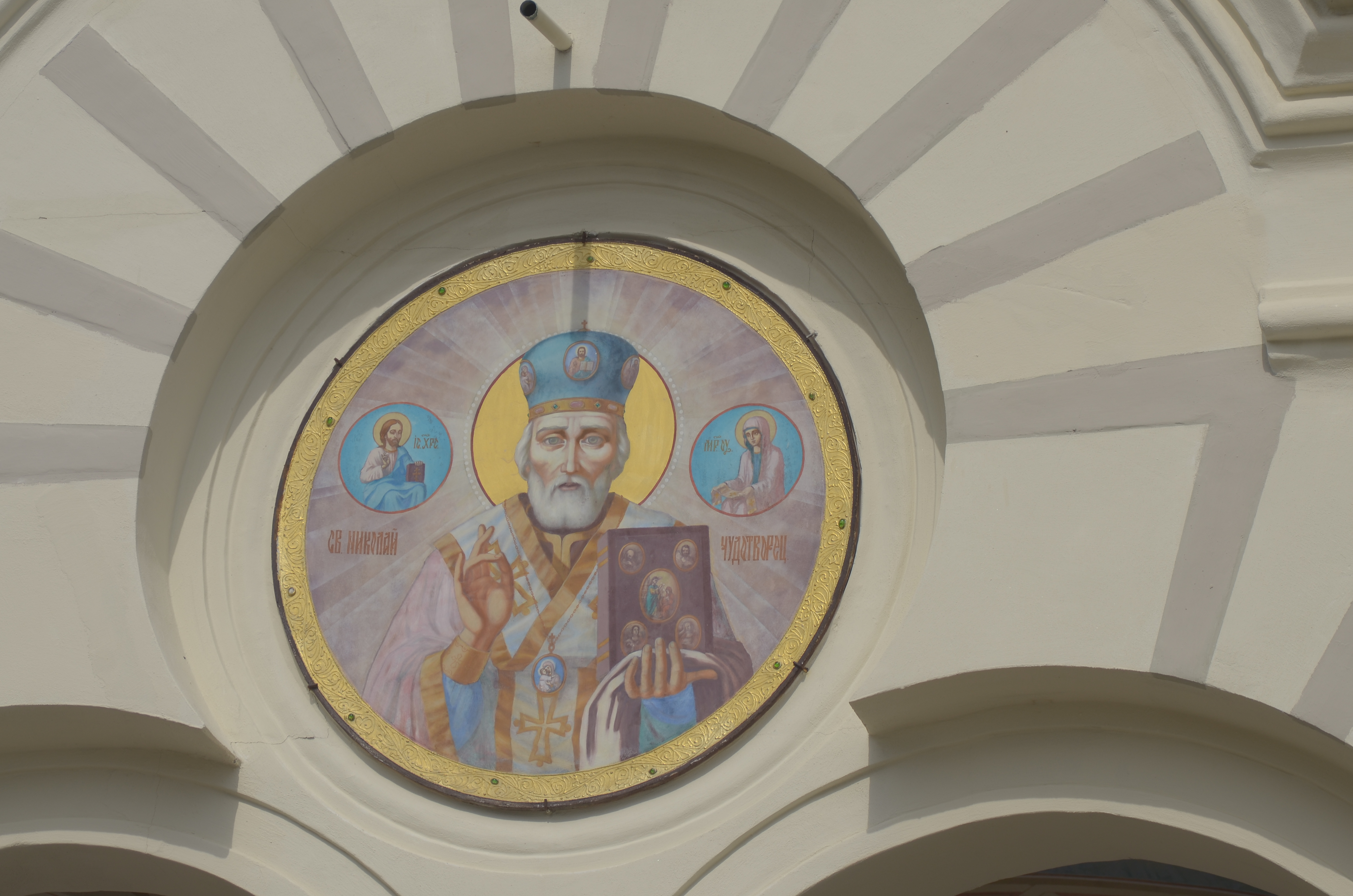
Св. Николай
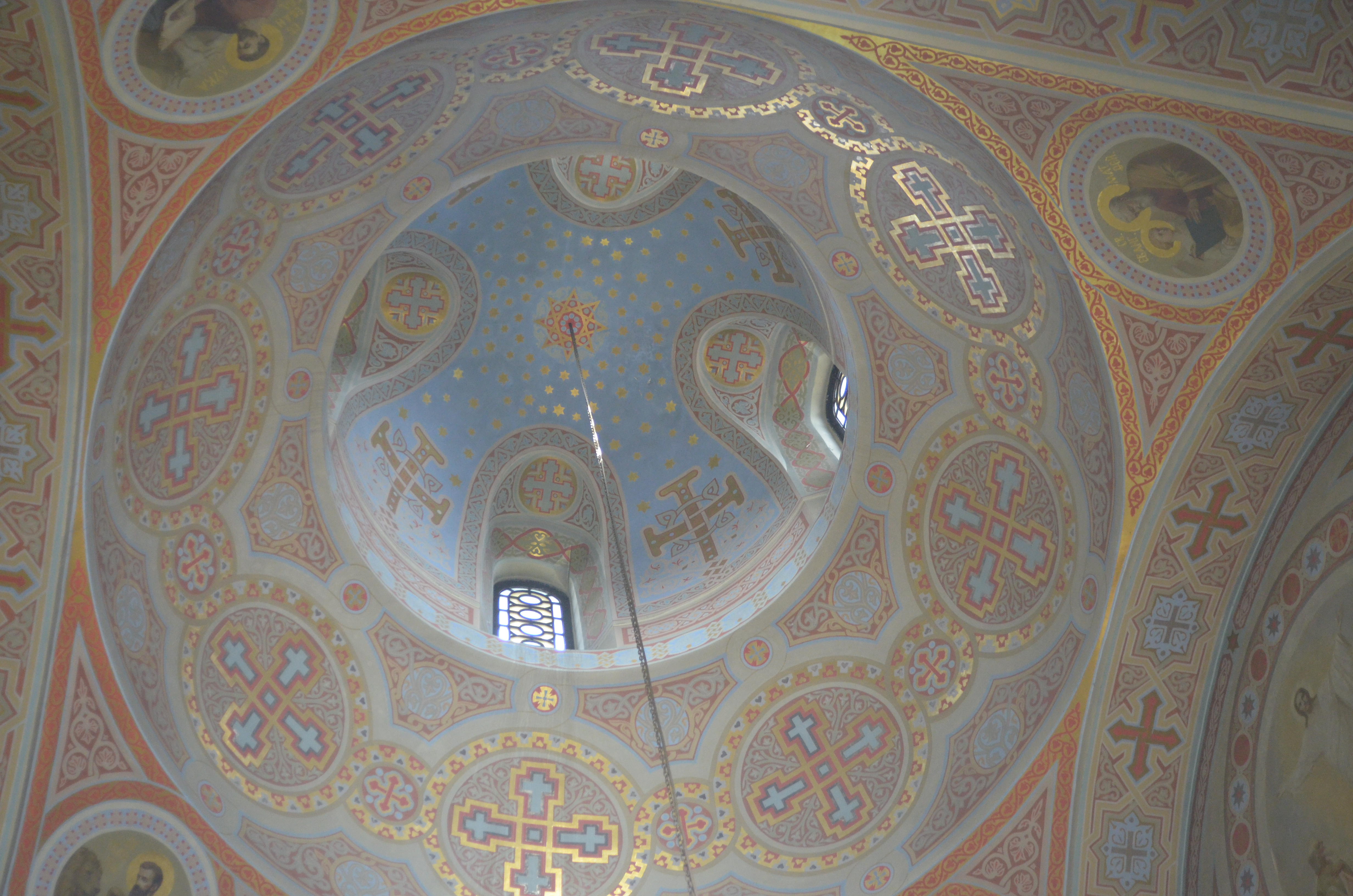
Купол храма
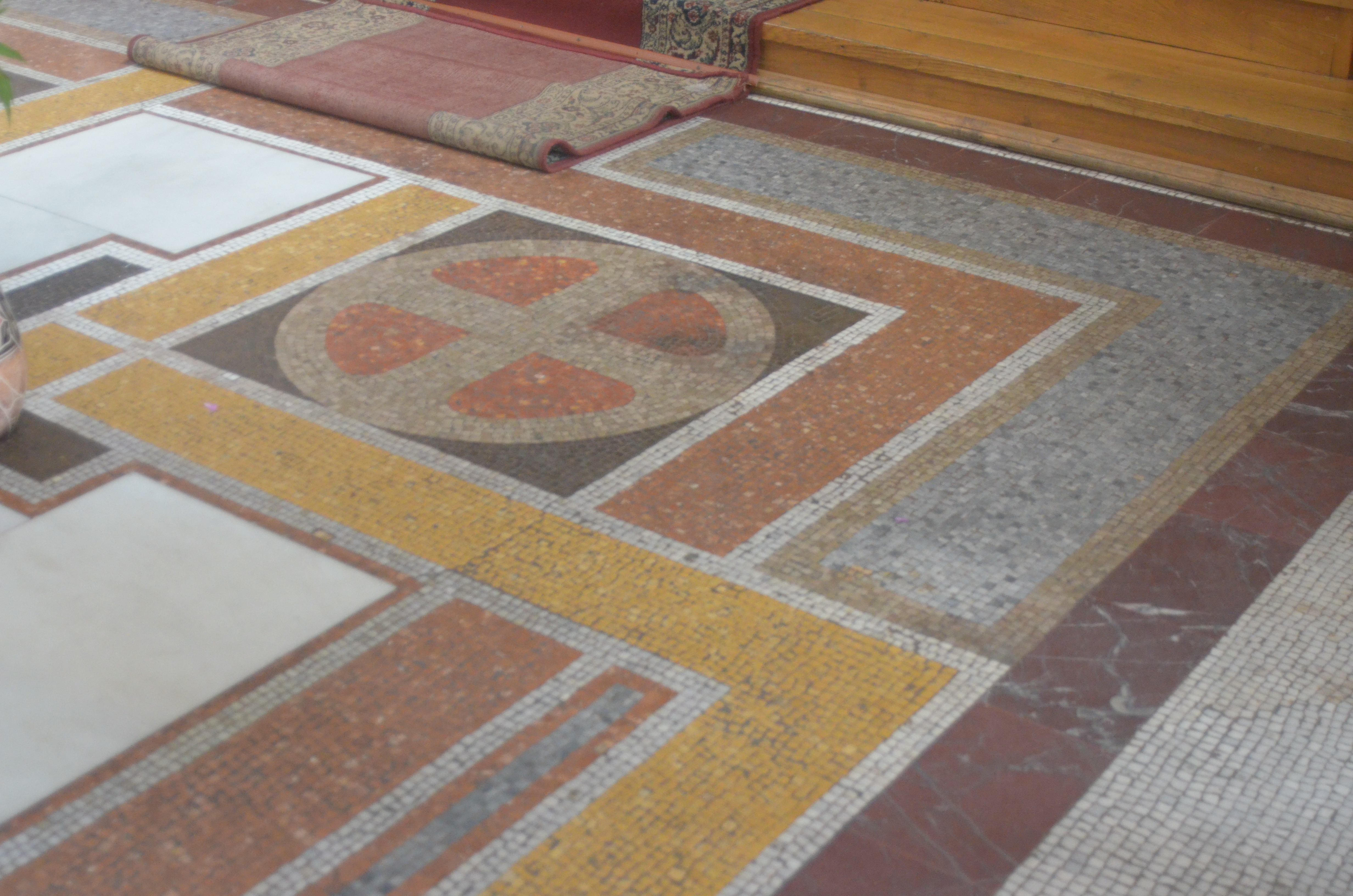
Мозаичные полы
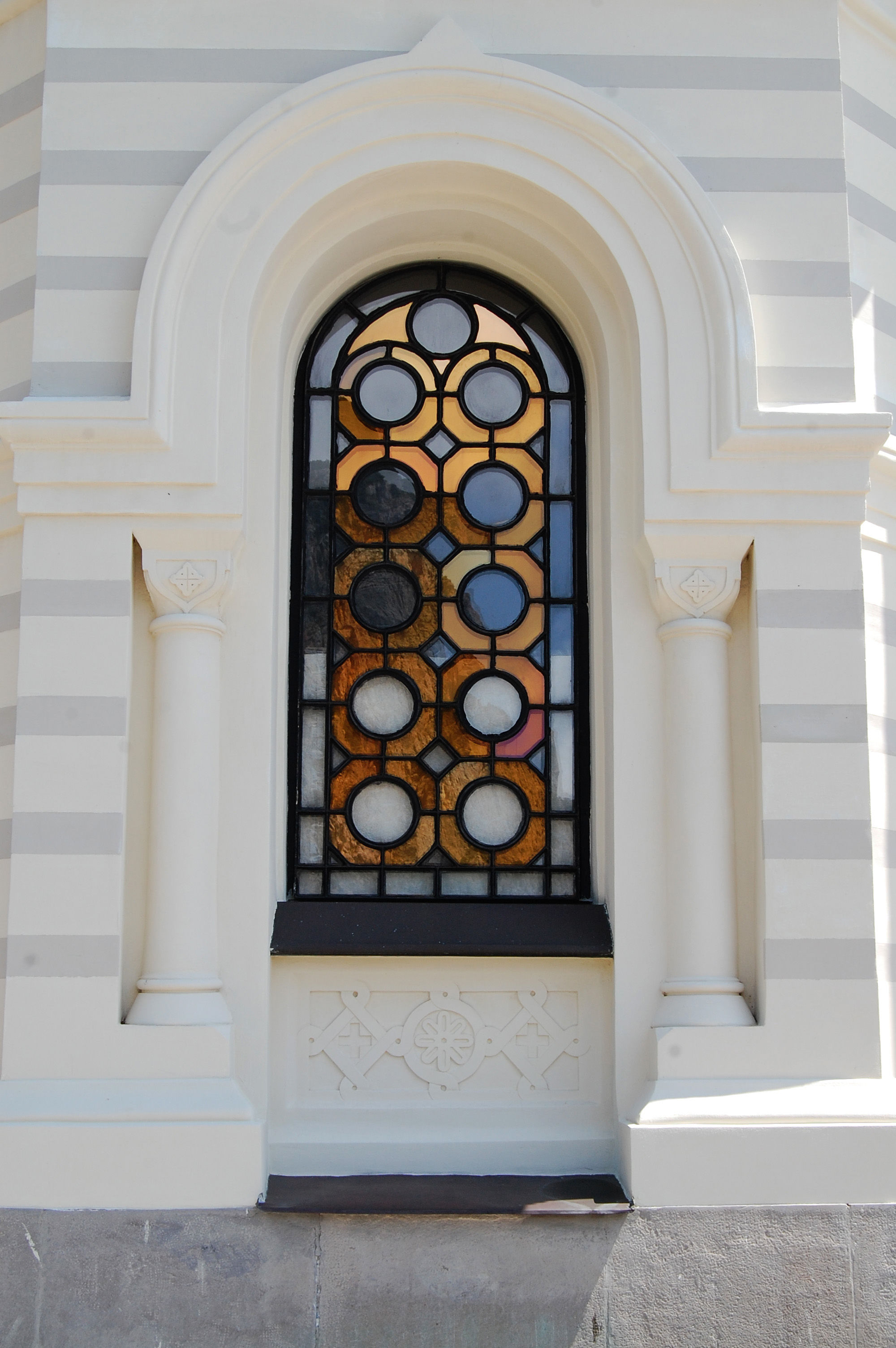
Витражные окна
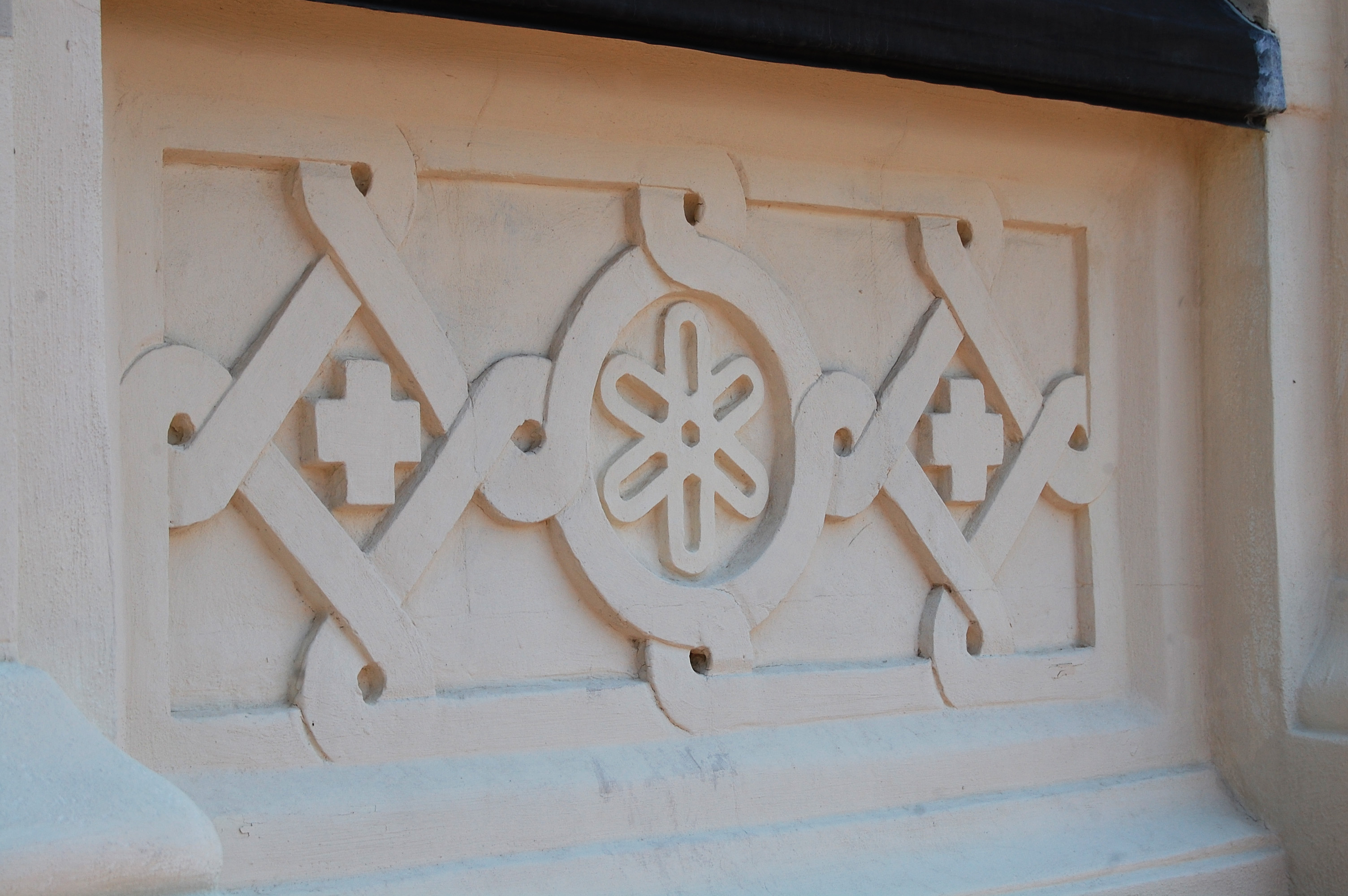
Резьба по камню
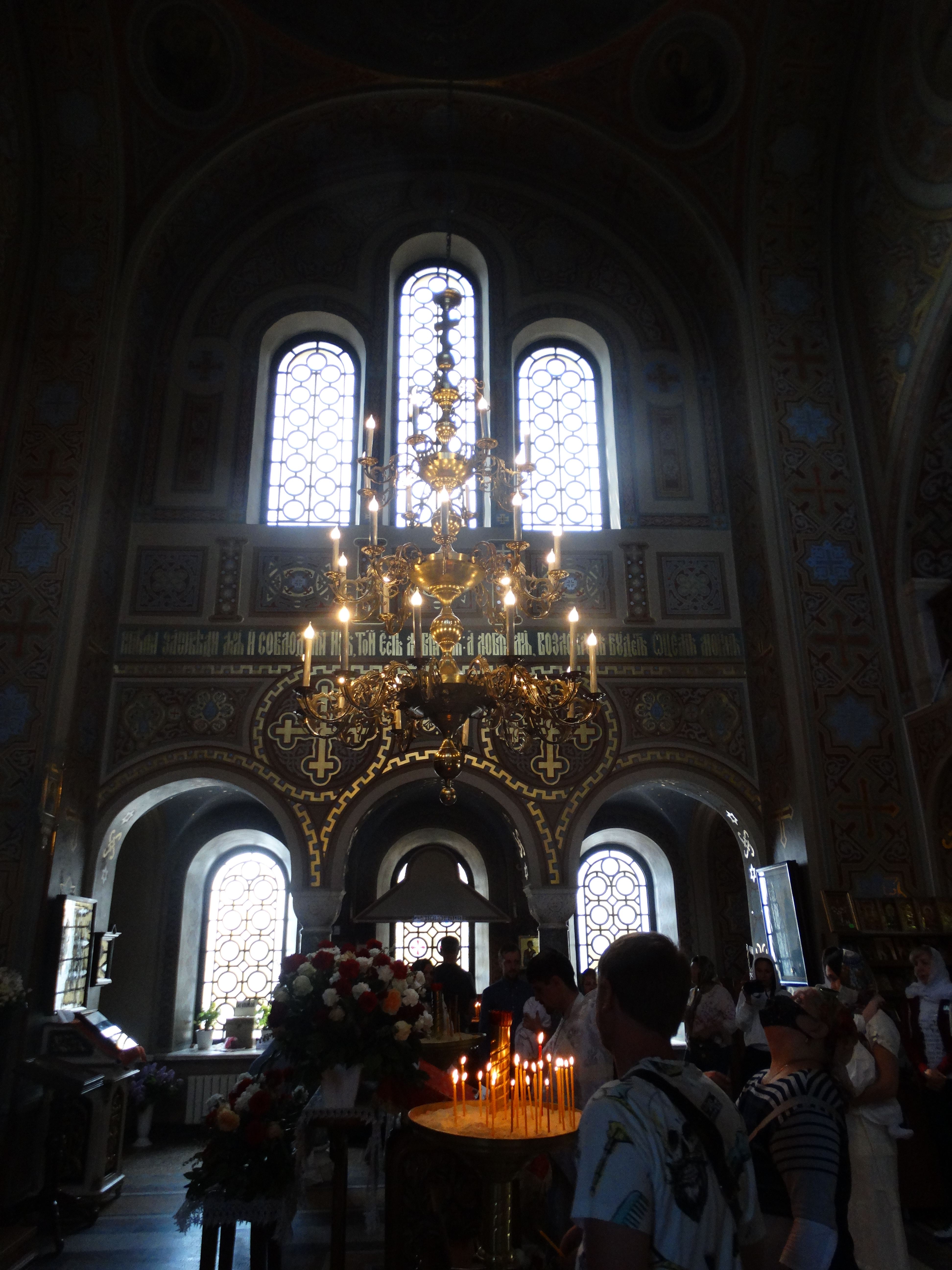
Интерьер собора
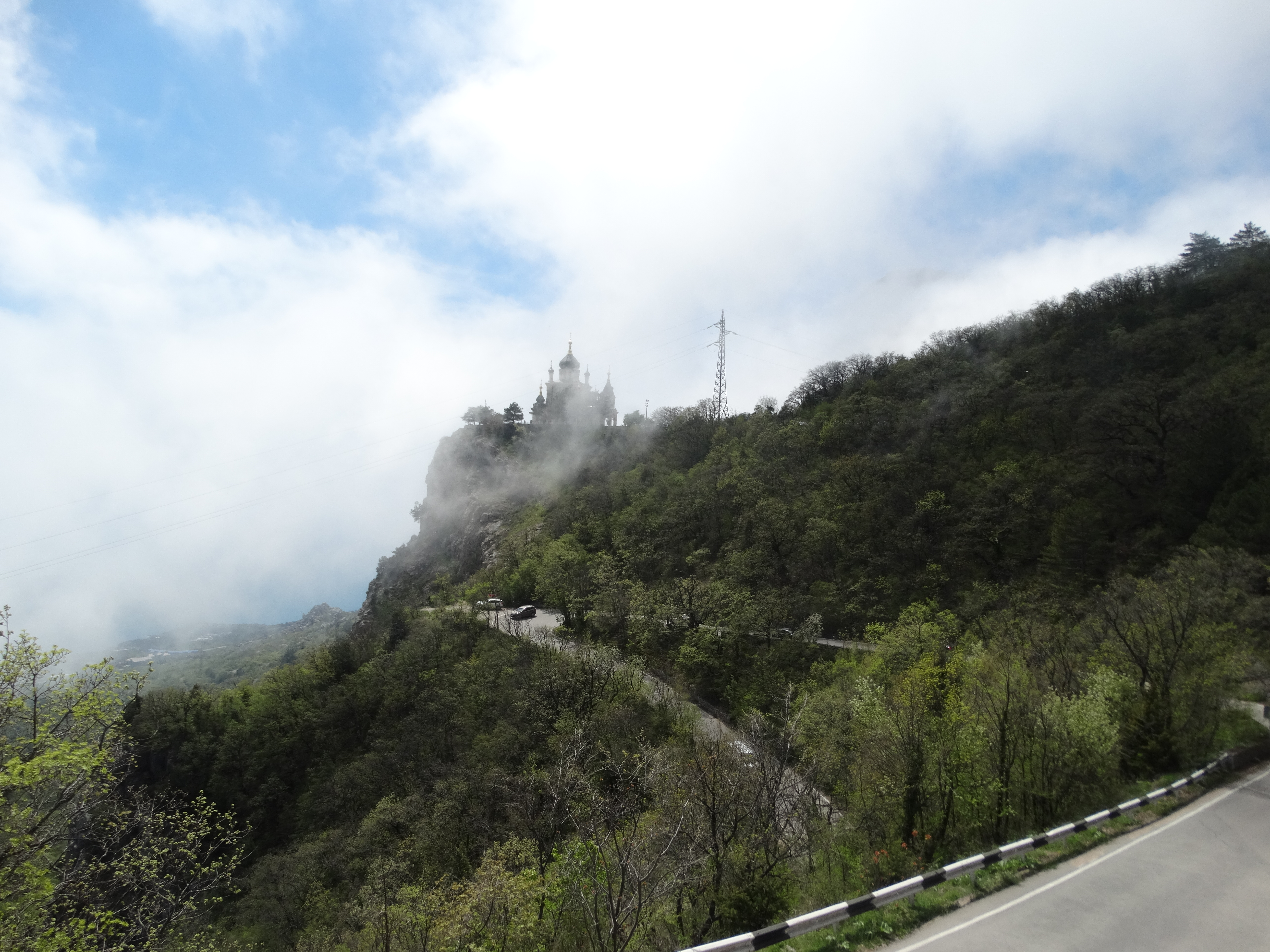
Собор в облаках

Основным строительным материалом был обожженный кирпич — плинфа, — невысокие, почти плоские прямоугольники. Кладка велась на известковом растворе с добавлением кирпичной крошки, попеременно чередовались ряды красного кирпича и жёлтого камня, стены облицованы белым инкерманским камнем.
В византийских храмах интерьер был богатый, даже роскошный, создавая соответствующую религиозную атмосферу. Величью храма способствовала многоцветная мраморная облицовка, мозаики по золотому фону, фресковые росписи, декоративные каменные мотивы. Храм внутри расписан орнаментом и изображениями 4-х Евангелистов, Вознесения Христова, Покрова Божией Матери, Свят. Григория, Мученицы Татианы, Прав. Анны, Св. Алексия и Воскресения Христова. Великий витиеватый сложный орнамент в византийском стиле на стенах, двадцать восемь витражных окон придавали церкви особую светлость, прозрачность и праздничность.
Собор выстроен с применением многочисленных куполов по типу русских деревянных храмов, в два яруса, по бокам и в центре — купола разной величины, всего их девять, благодаря чему Форосская церковь напоминает московские церкви конца XVIII века.
Храм уникален по своему расположению. Он не только возведён на отвесной скале, но и расположен не так, как обычные православные храмы. Дело в том, что он обращён не на восток, а в сторону моря. Такая особенность присуща только южнобережным храмам.
Уникальность состоит в том, что к отделке храма были привлечены настоящие специалисты мозаичных работ мастерской знаменитого итальянца Антонио Сальвиатти из Винченцы. Мозаичный пол напоминает античную мозаику Херсонеса. Колоны, панели, подоконники были изготовлены из каррарского мрамора. Резной дубовый иконостас с позолочёнными царскими вратами украшали храм, почти все иконы в храме принадлежали кисти известных русских живописцев А. Корзухина с изображением Христа Спасителя. В интерьере храма имелись также другие картины — «Благовещение», «Тайная вечеря», «Моление о чаше». К. Е. Маковский, написавший «Рождество Христово», «Воскресение», «Божья матерь», Н. Е. Сверчков и другие. К сожалению, росписи не сохранились.
В 2004 году была проведена очередная реставрация храма. Было воссоздано живописное убранство внутри храма, реставрированы росписи, создана мозаика на фасаде.
Композиции в кругах Преображение Христово и Покрова Богородицы созданы художником А. С. Пигарёвым в 2004 году, образы Евангелистов и мозаика Воскресение Христово на фасаде алтарной апсиды созданы художником А. И. Петровой в 2004 году, мастера принадлежат к живописной петербургской школе, как и авторы изначальной росписи. Орнаменты храма воссозданы выпускниками Крымского художественного училища имени Н. С. Самокиша.
Храм Воскресения Христова изображен на картине В. И. Сурикова "Крым. Пейзаж с Форосской церковью Воскресения Христова" 1908 года, находящейся в собрании Красноярского художественного музея им. В. И. Сурикова.

## Настоятели
- 1896—1924 — Павел Ундольский, священник
- 1990—1997 — Пётр (Посаднев), архимандрит
- 1997 — н. вр. — протоиерей Евгений